# Lista de filos de animais

## AnimaliaIncertae sedis
- Filo Vendozoa
- Filo Sclerotoma
- Estes filos listados acima já foram extintos.

## SubreinoParazoa
- Filo Porifera (esponjas)
- Filo Archaeocyatha

## SubreinoAgnotozoa
- Filo Placozoa
- Filo Orthonectida
- Filo Rhombozoa

## SubreinoEumetazoa
- (Sem classif.) Radiata
- (Sem classif.) Bilateria
- (Sem classif.) Metazoa

### Radiata
- Filo Cnidaria (medusas, corais)
- Filo Ctenophora (carambola-do-mar)
- Filo Trilobozoa

### Bilateria
- Superfilo Deuterostomia
  - Filo Echinodermata (estrela-do-mar, ouriço-do-mar, pepino-do-mar)
  - Filo Hemichordata (hemicordados)
  - Filo Chordata (cordados)
    - Subfilo Urochordata (urocordados - tunicados)
    - Subfilo Cephalochordata (cefalocordados)
    - Subfilo Vertebrata (vertebrados – mamíferos, aves, répteis, anfíbios, peixes e ágnatos)

  - Filo Xenoturbellida
  - Filo Vetulicolia
- (Sem classif.) Protostomia
  - Superfilo Ecdysozoa
  - Superfilo Platyzoa
  - Superfilo Lophotrochozoa
- Superfilo Ecdysozoa
  - Filo Loricifera
  - Filo Nematomorpha
  - Filo Nematoda (vermes nematelmintos)
  - Filo Priapulida
  - Filo Panarthropoda
  - Filo Kinorhyncha
  - Filo Arthropoda (artrópodes – insetos, aracnídeos, quilópodes, diplópodes e crustáceos)
  - Filo Tardigrada (tardígrado)
  - Filo Lobopodia
  - Filo Onychophora
- Superfilo Platyzoa
  - Filo Platyhelminthes (vermes platelmintos - planária)
  - Filo Gastrotricha
  - Filo Gnathifera
  - Filo Rotifera
  - Filo Acanthocephala
  - Filo Gnathostomulida
  - Filo Micrognathozoa
  - Filo Cycliophora
- Superfilo Lophotrochozoa
  - Filo Trochozoa (trocófora)
  - Filo Mollusca (moluscos – gastrópodes, cefalópodes)
  - Filo Annelida (minhoca, sanguessuga)
  - Filo Sipuncula
  - Filo Nemartea
  - Filo Lophophorata (lofóforo)
  - Filo Brachiopoda
  - Filo Phoronida
  - Filo Bryozoa
  - Filo Entoprocta